# Gospersgrün (Fraureuth)
Gospersgrün ist ein Ort in der Großgemeinde Fraureuth im sächsischen Landkreis Zwickau. 1937 wurde das Dorf Römersgrün in Gospersgrün eingemeindet.

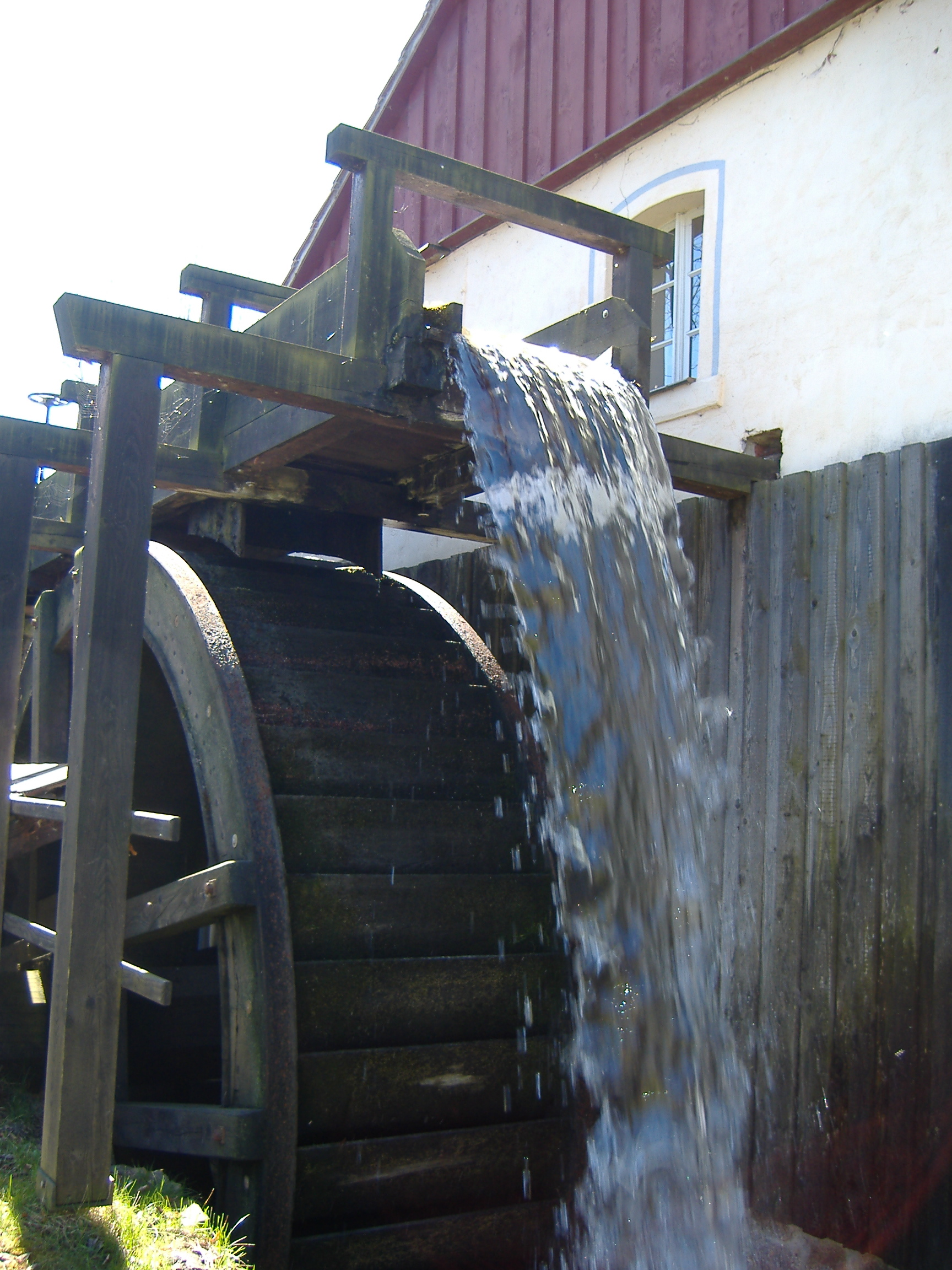
Wassermühle in Gospersgrün

## Geografie

### Lage
Gospersgrün liegt im südöstlichen Gemeindegebiet von Fraureuth an der Grenze zum Vogtlandkreis. Durch den Ort fließt der Neumarker Bach, ein Zufluss der Pleiße. Der Ort liegt am Übergang der Naturräume Vogtland (Mittelvogtländisches Kuppenland) und Erzgebirgsbecken (Oberes Pleißeland). Westlich von Gospersgrün und liegt das 1937 eingemeindete Dorf Römersgrün, zu dem auch die sich südlich an Gospersgrün anschließende Siedlung Raumfeld gehört. Im Westen vom Gemeindeteil Römersgrün verläuft die Bahnstrecke Leipzig–Hof, an der der Ort aber keinen Halt besitzt.

### Nachbarorte
|            | Ruppertsgrün, Steinpleis                    | Thanhof   |
| Römersgrün | Kompassrose, die auf Nachbargemeinden zeigt | Schönfels |
|            | Unterneumark                                |           |

## Geschichte

### 11. bis 18. Jahrhundert
Gospersgrün wurde ursprünglich von bayrischen Siedlern im 11./12. Jahrhundert als Waldhufendorf angelegt. Unter Herrschaft der Burg Schönfels wurde es 1400 als Gezpreczgrune urkundlich erwähnt. Diese Schenkungsurkunde belegt, dass der Markgraf Wilhelm von Meißen aus Zinsen von Lichtentanne, Schönfels und Gospersgrün den Altar in der St. Barbra Kapelle zu Lichtentanne stiftete.
Gospersgrün gehörte zur Herrschaft Schönfels, die zunächst unter der Herrschaft der Vögte von Gera und Plauen stand. Als Folge der verlorenen Vogtländischen Kriege (1354–1358) kam Gospersgrün mit der Herrschaft Schönfels im Jahr 1398 unter wettinische Verwaltung, bis diese im 16. Jahrhundert im Amt Zwickau aufging. Im Unterdorf ist bis heute der sogenannte "Rote Hof" (wegen der dort liegende roten Erde) oder "Grenzhof" erhalten geblieben. Dieses Anwesen war ein Vorwerk an der Grenze zum Vogtland, welches der Burg Schönfels unterstand. Die Grundherrschaft über Gospersgrün lag bis in die Mitte des 19. Jahrhunderts anteilig bei den Rittergütern Alt-Schönfels, Neumark und Thanhof, zeitweise auch Ruppertsgrün. Viele ortsansässige Bauern lebten zur damaligen Zeit in Leibeigenschaft zur Herrschaft von Schönfels und hatten in der Zeit des Feudalismus ihren Frondienst an diese zu leisten. Im Jahre 1555 wurde Gospersgrün nach Beiersdorf gepfarrt.
Die Bebauung von Gospersgrün verlief zunächst durch den Plexgrund in Richtung der Burg Schönfels und nach dem Dreißigjährigen Krieg entlang des Neumarker Baches. Gospersgrün besaß insgesamt 3 Wassermühlen, die die Umgebung mit Mehl versorgten. Dazu zählten eine Mahl- und Schneidemühle, in Betrieb von 1610 bis 1917, eine Schrotmühle, die sich in der Zeit von 1679 bis 1970 in Betrieb befand sowie eine Mahl- und Schneidemühle, welche seit 1757 betrieben wurde und später eine Ausstattung mit Turbinen-Elektrobetrieb erhielt. Die mittlere Mühle, die Schrotmühle, eine Wassermühle mit oberschlächtigem Rad wurde rekonstruiert und ist als Denkmal bis heute erhalten geblieben (siehe Foto). Am Südende des Dorfes befand sich eine Ziegelei, die seit 1838 bis in das Jahr 1939 produzierte. Zur Zeit des Eisenbahn- und Straßenbaus im 19. Jahrhundert wurden im Ort einige Steinbrüche betrieben. Überwiegend waren die Einwohner jedoch Bauern, die von Landwirtschaft, Ackerbau und Viehzucht lebten.

### 19. Jahrhundert bis zur Gegenwart
Gospersgrün gehörte bis 1856 zum kursächsischen bzw. königlich-sächsischen Amt Zwickau im Erzgebirgischen Kreis. 1856 wurde Gospersgrün dem Gerichtsamt Werdau zugeordnet und 1875 der Amtshauptmannschaft Zwickau angegliedert. Der um 1780 entstandene Nachbarort Römersgrün kam hingegen aufgrund seiner bisherigen Zugehörigkeit zum Rittergut Neumark im Jahr 1856 zum Gerichtsamt Reichenbach und somit 1875 zur Amtshauptmannschaft Plauen. Im Jahr 1920 wurden Gospersgrün und Römersgrün der Amtshauptmannschaft Werdau zugeordnet. Am 1. April 1923 wurde der Rittergutsbezirk Thanhof nach Gospersgrün eingemeindet. Der Rittergutsbesitzer Paul Glaser hatte sich vorher mit Hilfe der Amtshauptmannschaft Werdau erfolgreich gegen eine Eingemeindung des zu dieser Zeit selbstständigen Rittergutsbezirks Thanhof nach Lichtentanne gewehrt. Durch die Auflösung der Amtshauptmannschaft Werdau kamen Gospersgrün und Römersgrün im Jahr 1933 an die Amtshauptmannschaft Zwickau, die ab 1939 Landkreis Zwickau genannt wurde. Römersgrün wurde am 1. Oktober 1937 nach Gospersgrün eingemeindet.
Im April 1945 wurde Gospersgrün zum Ende des Zweiten Weltkrieges von der US Army befreit, musste allerdings nach der Potsdamer Konferenz an die sowjetische Besatzungszone abgegeben werden. Die US-Armee zog daraufhin ihre Streitkräfte von Westsachsen nach Bayern ab. Im September 1945 begann die Bodenreform in der Sowjetischen Besatzungszone. In diesem Zuge wurde das Areal des Ritterguts Thanhof an Neubauern und landarme Bauern verteilt. Damit einher ging auch die Umbezirkung der Fluren des Gutsbezirks Thanhof nach Lichtentanne zum 18. Februar 1949.
Seit 1949 gehörte die Gemeinde Gospersgrün zur DDR. In den 1950er Jahren bildeten die Bauern eine Landwirtschaftliche Produktionsgenossenschaft (LPG) und es gab Ställe für Milchvieh- und Schweinezucht. Durch die zweite Kreisreform in der DDR kam die Gemeinde Gospersgrün im Jahr 1952 zum Kreis Werdau im Bezirk Chemnitz (1953 in Bezirk Karl-Marx-Stadt umbenannt). 1970 gab es einen Zusammenschluss der LPGen von Gospersgrün, Ruppertsgrün, Steinpleis und Leubnitz. Nach der Wiedervereinigung Deutschlands 1990 gehörte Gospersgrün zum Landkreis Werdau und wurde zum 1. Januar 1994 neben Beiersdorf nach Ruppertsgrün eingegliedert. Die Gemeinde Ruppertsgrün mit ihren Ortsteilen gehörte seit dem 1. August 1994 zum Landkreis Zwickauer Land. Am 1. Januar 1998 bildeten die vier Ortschaften Ruppertsgrün, Fraureuth, Gospersgrün und Beiersdorf eine Einheitsgemeinde und schlossen sich zur Großgemeinde Fraureuth zusammen. Diese gehört seit dem Jahr 2008 zum Landkreis Zwickau.
Heute ist der Ort Anziehungspunkt für Natur- und Wanderfreunde entlang des Neumarker- und Schönfelser Baches, zur nahegelegenen Burg Schönfels. Der Agrarhof Gospersgrün bietet neben dem Lokal Kutscherstube ein Pferdeparadies für Pferdefreunde. Als geologisches Denkmal gibt es einen Diabas Steinbruch.

## Kultur und Sehenswürdigkeiten
In der Ernst-Ahnert-Straße 35 findet man eine historische Wassermühle.